# سه سرگشته در شب
سه سرگشته در شب (انگلیسی: Three Bewildered People in the Night) فیلمی آمریکایی اثر گرگ آراکی و منتشر شده در ۱۹۸۷ است. در این فیلم دارسی مارتا، جان لاک و مارک هاول بازی کرده‌اند. این فیلم داستان سه نفر را بررسی می‌کند که رابطهٔ دگرجنس‌گرایانه‌یشان در حال از هم پاشیدن است و احتمال به وجود آمدن یک رابطهٔ همجنس‌گرایانه وجود دارد.